# Nunca É Tarde Demais
Nunca É Tarde Demais é uma telenovela brasileira produzida e exibida pela Band entre 31 de outubro e 7 de novembro de 1968, em 6 capítulos, às 20h, substituindo Ricardinho: Sou Criança, Quero Viver e sendo substituída por Era Preciso Voltar. Escrita por André José Adler e dirigida por Marcos César. Fez parte do projeto de novelas curtas de 5–10 capítulos que a Band pretendia exibir, porém com a rejeição e baixa audiência a emissora abortou a ideia e voltou ao padrão normal.
Conta com José Miziara, Líria Marçal, Rosa Maria Seabra, Judy Teixeira, Aldo César, Paulo Villa, Mara Di Carlo e Roberto Marques

## Enredo
Casado há 10 anos, Alexandre reencontra Luciana, seu amor de adolescência e decide reviver o romance. Porém Kátia, sua esposa, faz tudo para não se separar, contando com ajuda de sua mãe Alva.

## Elenco
| Ator/Atriz        | Personagem  |
| ----------------- | ----------- |
| José Miziara      | Alexandre   |
| Líria Marçal      | Luciana     |
| Rosa Maria Seabra | Kátia       |
| Judy Teixeira     | Alva        |
| Aldo César        | Renato      |
| Paulo Villa       | Fábio       |
| Mara Di Carlo     | Maria Lúcia |
| Roberto Marques   | Ricardo     |